# П'ятниця, 13-те, частина 2
«П'ятниця, 13-те, частина 2» (англ. Friday the 13th Part 2) — американський фільм жахів режисера Стіва Майнера.

## Сюжет
Після вбивства місис Вурхіс, котра мстилася за смерть її сина Джейсона, Еліс Гарді може нарешті зітхнути з полегшенням. Але є тільки одна проблема. Джейсон не потонув у таборі біля Кришталевого озера і жив у сусідньому лісі відлюдником весь цей час. День, у який Еліс вбила його матір, Джейсон усе бачив, і його серце наповнене жагою помсти. Два місяці потому, Джейсон вбиває Еліс. П'ять років потому табір знову збирається відкритися. Це робить Джейсона дуже засмученим, і він починає вбивати порушників його спокою.

## У ролях
| Актор              | Роль                |
| ------------------ | ------------------- |
| Емі Стіл           | Джіні Філд          |
| Джон Фьюрі         | Пол Голт            |
| Едріенн Кінг       | Еліс Гарді          |
| Кірстен Бейкер     | Террі               |
| Стюарт Чарно       | Тед                 |
| Воррінгтон Джіллет | Джейсон Вурхіс      |
| Волт Горні         | божевільний Ральф   |
| Марта Кобер        | Сандра Дайер        |
| Том МакБрайд       | Марк                |
| Білл Рендольф      | Джефрі              |
| Лорен-Марі Тейлор  | Вікі                |
| Расселл Тодд       | Скотт               |
| Бетсі Палмер       | місіс Памела Вурхіс |
| Кліфф Кадні        | Максвелл            |
| Джек Маркс         | заступник Вінслоу   |
| Джеррі Воллес      | злодій              |
| Девід Бренд        |                     |
| Чайна Чен          |                     |
| Керолін Лауден     |                     |
| Джеймі Перрі       |                     |
| Том Ші             |                     |
| Джілл Войт         |                     |
| Рекс Еверхарт      | Енос                |

## Цікаві факти
- Картина мала найдовший вступ в історії кіно: до титрів з іменами творців картини й акторів з початку картини проходить близько 12 хвилин.
- Вбивця у фільмі виглядає точнісінько, як у картині «Місто, яке боялося заходу» (1976).
- Для роботи над спецефектами спочатку запрошували Тома Савіні, який працював над першою частиною «П'ятниці», але той відмовився, віддавши перевагу фільму «Спалення» (The Burning) Тоні Мейлема. Замість Савіні художником зі спецефектів став Карл Фуллертон — той самий, що згодом отримає премію Сатурн за аналогічну роботу в «Мовчанні ягнят».
- За опитуванням американського журналу жахів «Fangoria» друга частина «П'ятниці, 13-те» було названо найгіршим фільмом жахів 1981 року.
- Зі своїм мішком на голові Джейсон Вурхіс виглядав копією Джона Мерріка з «Людини-слона» Девіда Лінча, що стало додатковою причиною для негативних критичних відгуків.
- Еліс було вбито першою. Актриса відмовилася от ролі Еліс, бо на неї полював фанат і націлив пістолет (Можливо) їй на голову. Актриса відмовилася грати після нападу.